# Euophrys petrensis
Euophrys petrensis es una especie de araña saltarina del género Euophrys, familia Salticidae. Fue descrita científicamente por C. L. Koch en 1837.
Habita en Europa y Asia.